# Stéphane d'Angelo
Pour les articles homonymes, voir D'Angelo.
Stéphane d'Angelo est un footballeur français né le 10 mars 1961 à Behren-lès-Forbach. Il évolue au poste de gardien de but du début des années 1980 au milieu des années 1990.
Formé au FC Metz, il évolue notamment au Toulouse FC et au Montpellier PSC avec qui il remporte le titre de champion de France de division 2.Il remporte également la Coupe de la Ligue avec le FC Metz en 1996 en tant que deuxième gardien mais sans jouer.

## Biographie
Stéphane d'Angelo commence le football dans le club de sa ville puis rejoint en 1977 le FC Metz. Il est avec ce club finaliste de la coupe Gambardella en 1980, Metz s'incline un à zéro face à l'INF Vichy. Non conservé par les Messins, il signe à la Sportive Thionvilloise mais le club fait faillite en fin de saison malgré une sixième place en championnat.
Recruté par le Toulouse FC, il est le gardien titulaire de la montée en première division en 1982. En concurrence avec Marc Weller pour le poste de gardien titulaire la saison suivante, l'arrivée de Philippe Bergeroo lui fait endosser le rôle de second gardien. Avec la réserve toulousaine, il remporte le championnat de France de division 3 groupe Centre-Ouest en 1983. En fin de contrat avec le TFC, l'AS Nancy-Lorraine le recrute à la suite de la blessure pour six mois de son gardien Didier Loiseau. 
Stéphane d'Angelo est un gardien vif et bon sur sa ligne et l'ASNL souhaite renouveler son contrat mais le club et D'Angelo n'arrivent pas à trouver d'accord et il rejoint le alors Montpellier PSC en seconde division. Il déclare alors préférer jouer « les premiers rôles en D2 avec Montpellier que de lutter pour le maintien en D1 avec Nancy ! ». Il connait avec ce club une seconde montée en première division en 1987 mais une blessure en fin de saison ne lui permet pas de disputer le trophée des champions contre les Chamois niortais.
Barré à Montpellier avec l'arrivée d'Albert Rust, il signe à l'AS Cannes en 1987. Il alterne ensuite saisons en division 2 et en division 3 au sein des clubs de Clermont Foot, FC Grenoble, Perpignan FC, avec qui il remporte le championnat de France de division 3 groupe Centre-Ouest en 1991, et Gazélec Ajaccio puis signe dans le club du Roanne FC en division d'Honneur en 1995.
En cours de saison, le FC Metz lui propose un contrat à la suite des blessures de ses gardiens et il joue son dernier match lors de la 22e journée du championnat face au Montpellier HSC. Le match se conclut par la victoire deux à un des Messins à l'extérieur. Il est, depuis sa retraite, propriétaire d'un tabac-presse à Canet-en-Roussillon et d'une paillote en bord de plage.

## Palmarès
- Champion de France de division 2 en 1982 avec Toulouse Football Club et 1987 avec Montpellier HSC
- Vainqueur du championnat de France de division 3 groupe Centre-Ouest en 1984 avec Toulouse FC et en 1991 avec le Perpignan FC.
- Finaliste de la Coupe Gambardella en 1980 avec le FC Metz.
- International Espoirs (17 sélections)[5].

## Statistiques
Le tableau ci-dessous résume les statistiques en match officiel de Stéphane d'Angelo durant sa carrière de joueur professionnel.
| Saison      | Club                   | Pays   | Championnat        | Championnat | Championnat | Coupes nationales | Coupes nationales |
| Saison      | Club                   | Pays   | Division           | Matchs      | Buts        | Matchs            | Buts              |
| ----------- | ---------------------- | ------ | ------------------ | ----------- | ----------- | ----------------- | ----------------- |
| 1980 - 1981 | Sportive Thionvilloise | France | Division 2         | 33          | 0           | 5                 | 0                 |
| 1981 - 1982 | Toulouse FC            | France | Division 2         | 30          | 0           | 3                 | 0                 |
| 1982 - 1983 | Toulouse FC            | France | Division 1         | 15          | 0           | 2                 | 0                 |
| 1983 - 1984 | Toulouse FC            | France | Division 1         | -           | -           | -                 | -                 |
| 1984 - 1985 | Toulouse FC            | France | Division 1         | 3           | 0           | -                 | -                 |
| 1985 - 1986 | AS Nancy-Lorraine      | France | Division 1         | 37          | 0           | 3                 | 0                 |
| 1986 - 1987 | Montpellier PSC        | France | Division 2         | 29          | 0           | 1                 | 0                 |
| 1987 - 1988 | AS Cannes              | France | Division 1         | 6           | 0           | -                 | -                 |
| 1988 - 1989 | Clermont Foot          | France | Division 2         | 34          | 0           | -                 | -                 |
| 1989 - 1990 | FC Grenoble            | France | Division 2         | 33          | 0           | -                 | -                 |
| 1990 - 1991 | Perpignan FC           | France | Division 3         | 29          | 0           | -                 | -                 |
| 1991 - 1992 | Perpignan FC           | France | Division 2         | 34          | 0           | 1                 | 0                 |
| 1992 - 1993 | Perpignan FC           | France | Division 2         | 32          | 0           | -                 | -                 |
| 1993 - 1994 | Gazélec Ajaccio        | France | Division 3         | 32          | 0           | -                 | -                 |
| 1994 - 1995 | Gazélec Ajaccio        | France | Division 3         | 23          | 0           | -                 | -                 |
| 1995 - 1996 | Roanne FC              | France | Division d'Honneur | ?           | ?           | -                 | -                 |
| 1995 - 1996 | FC Metz                | France | Division 1         | 1           | 0           | -                 | -                 |
| Total       | Total                  | Total  | Total              | 371         | 0           | 15                | 0                 |